# República Sudafricana
La República Sudafricana (neerlandés: Zuid-Afrikaansche Republiek, o ZAR), conocida usual e informalmente como República de Transvaal, fue un país independiente en el África austral durante la segunda mitad del siglo XIX. No debe confundírsela con la actual República de Sudáfrica; no obstante ocupó la zona luego conocida como la Provincia sudafricana de Transvaal. La ZAR fue establecida en 1852 y fue independiente entre 1857 a 1877, y de nuevo entre 1881 a 1900 luego de la exitosa rebelión afrikáner contra el control británico. Fue anexionada por el Reino Unido en 1900 durante la Segunda Guerra Anglo-Bóer aunque los bóeres oficialmente la entregaron en 1902. En 1910 se convirtió en la Provincia de Transvaal de la Unión Sudafricana. El primer presidente de la República Sudafricana fue Marthinus Wessel Pretorius, elegido en 1857.
La capital fue establecida en Pretoria (fundada en 1855), aunque durante un breve período Potchefstroom fue la sede del gobierno. Su parlamento, el Volksraad, tenía 24 miembros.

## Bandera
La bandera estaba formada por tres bandas horizontales: rojo, blanco, y azul (reflejando la bandera nacional neerlandesa), con una banda verde vertical en la driza, por lo cual fue llamada Vierkleur (literalmente: ‘cuatro colores’). La antigua bandera nacional de la Unión Sudafricana (1927-1994) tenía, dentro de su franja blanca central, una bandera horizontal de la República de Transvaal (ZAR) junto con la del Estado Libre de Orange (colocada verticalmente) y la Union Jack británica.

## Historia

### Los primeros pobladores
Se sabe que la región del Transvaal ha estado habitada desde el siglo VIII por los pueblos Venda y Sotho. En 1817, la región fue invadida por Mzilikazi, al principio un teniente del rey zulú Shaka, luego líder de los Ndebele, que fue empujado desde sus propios territorios hacia el sur por los zulúes. Estas migraciones forzadas, conocidas como el Difaqane, dejaron a la región muy débil y fácil para colonizar por los pobladores europeos cercanos.
En tanto los Ndebele se trasladaron al Transvaal, el resto de los Bavenda se retiraron al norte a Waterberg y Zoutpansberg, estableciendo Mzilikazi su kraal principal en Mosega, no lejos del sitio de la ciudad de Zeerust. Cuando los Ndebele conquistaron el Transvaal absorbieron a muchos miembros de los Shona y de otras tribus a un despotismo militar. Desde 1827 a 1836 aproximadamente, Mzilikazi dominó el Transvaal. Antes de tal época la región entre los ríos Vaal y Limpopo era apenas conocida por los europeos, pero en 1829, Mosilikatze fue visitado en Mosega por Robert Moffat, y entre aquella fecha y 1836 unos pocos comerciantes británicos y exploradores visitaron el país e hicieron conocidos sus rasgos principales.
Entre 1830 y 1840, los descendientes de los holandeses y otros pobladores, colectivamente conocidos como bóeres (agricultores) o voortrekkers (pioneros), dejaron la Colonia del Cabo británica, en lo que sería llamado "la gran migración" (Great Trek). Con su tecnología militar, vencieron a las fuerzas locales con relativa facilidad, y formaron varias pequeñas repúblicas bóeres en áreas más allá del control británico, sin un gobierno central.
De 1835 a 1838, los pobladores bóer comenzaron a cruzar el Vaal y tuvieron varias escaramuzas con los Ndebele. Mzilikazi comenzó a sufrir pesadas pérdidas a manos de los bóeres, y a principios de 1838 huyó al norte más allá del Limpopo, para nunca volver al Transvaal. Andries Hendrik Potgieter, después de la huida de los ndebele, emitió una proclama en la cual declaró que el país que Mzilikazi había abandonado lo había perdido a favor de los agricultores emigrantes. Después de que las reclamaciones de los ndebele sobre el territorio fueran despejadas, muchos agricultores bóeres emigraron a través del Vaal y ocuparon partes de la zona dejada abandonada. En estas áreas despobladas había también una inmigración considerable de basuto, bechuana y otras tribus bantú.

### La colonización bóer

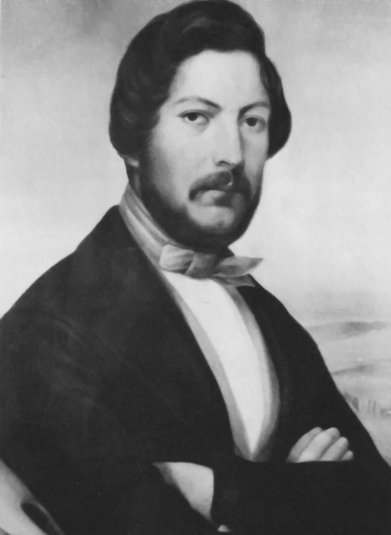
Andries Pretorius

El primer establecimiento europeo permanente al norte del Vaal fue hecho por un grupo bajo el mando de Potgieter. Dicho comandante había ido en marzo de 1838 a Natal, y se había esforzado por vengar la masacre de Piet Retief y sus compañeros por los zulús. Celoso, sin embargo, por la preferencia mostrada por los agricultores holandeses en Natal por otro comandante, Gert Maritz, Potgieter rápidamente cruzó de nuevo los Drakensberg, y en noviembre de 1838 él y sus seguidores se establecieron en las orillas del río Mooi, fundando una ciudad que llamaron Potchefstroom en honor a Potgieter. Este grupo instituyó una forma elemental de gobierno, y en 1840 firmó una confederación laxa con la República Natalia bóer y también con los bóeres al sur del Vaal, con centro en Winburg. En 1842, sin embargo, el grupo de Potgieter se rehusó en ir en ayuda de los bóeres de Natal, envueltos en un conflicto con los británicos. Hasta 1845 Potgieter continuó ejerciendo la autoridad sobre las comunidades bóeres a ambos lados del Vaal. La determinación de conservarse libre de los británicos y obtener acceso al mundo externo por un canal independiente condujo a Potgieter y a un número considerable de pobladores de Potchefstroom y Winburg a emigrar en 1845 hacia la Bahía Delagoa. Potgieter se instaló en el Zoutpansberg, mientras otros agricultores eligieron como centro un lugar en las laderas interiores del Drakensberg, donde fundaron un pueblo llamado Andries Ohrigstad, que fue acosado por la fiebre y abandonado, estableciendo un nuevo pueblo en tierras más altas llamado Lydenburg en memoria de sus sufrimientos pasados en el pueblo abandonado. Mientras tanto, las zonas del sur abandonadas por Potgieter y sus compañeros fueron ocupadas por otros bóeres, que se unieron en 1848 a Andries W. J. Pretorius, quién se convirtió en el comandante de los pobladores de Potchefstroom.

### La independencia
El 17 de enero de 1852, el Reino Unido firmó la Convención del Río Sand con unas 5000 familias bóeres (las aproximadamente 40 000 personas blancas), reconociendo su independencia en la región al norte del río Vaal, o Transvaal. Alrededor de la misma época le fue reconocida la independencia al Estado Libre de Orange, una república hermana bóer. Pero en tanto habían obtenido la independencia, estaban lejanos de ser un pueblo unido. Cuando Pretorius condujo las negociaciones que llevaron a la firma de la Convención de Río Sand lo hizo sin consultar al Volksraad, y el grupo de Potgieter lo acusó de usurpar el poder y apuntar a la dominación sobre el país entero. Sin embargo, el Volksraad, en una reunión sostenida en Rustenburg el 16 de marzo de 1852, ratificó la convención, Potgieter y Pretorius se reconciliaron públicamente durante la mañana del mismo día. Ambos líderes estaban cerca del final de sus carreras; Potgieter murió en marzo y Pretorius en el julio de 1853.
A la muerte de Andries Pretorius, su hijo Marthinus Wessel Pretorius fue designado su sucesor, y le son debidos al joven Pretorius los primeros esfuerzos por terminar con la discordia y la confusión que prevaleció entre los habitantes; discordia aumentada por la lucha eclesiástica, no por puntos en cuestión de fe, sino por el gobierno de iglesia. En 1856 se mantuvieron una serie de reuniones públicas, convocadas por Pretorius, en distritos diferentes en el Transvaal para discutir y decidir si no había llegado el tiempo para substituir por un gobierno central fuerte a los pequeños gobiernos de distrito que habían existido hasta entonces. Como resultado se eligió una asamblea representativa de delegados, autorizada para redactar una constitución.

### La República
En diciembre de 1856, la asamblea del Transvaal se reunió en Potchefstroom, y durante tres semanas estuvo concentrada en modelar la constitución del país. El nombre de República de Sudáfrica fue adoptado como título del estado. La nueva constitución atribuyó la función legislativa a un Volksraad integrado por miembros elegidos por el periodo de dos años. La autoridad administrativa fue atribuida a un presidente, ayudado por un consejo ejecutivo. Se estipulaba que ambos miembros del Volksraad y el consejo debían ser miembros de la Iglesia Reformada Neerlandesa y de sangre europea. Ninguna igualdad de la gente de color con los habitantes blancos sería tolerada en la iglesia o en el estado.
Resulta interesante el repaso de un incidente tan importante en la historia del Transvaal como es la cita de la asamblea de Potchefstroom para notar la esencia de la queja entre los bóeres. En su Historia de Sudáfrica dice Theal: "la comunidad de Lydenburg fue acusada de intentar dominar al país entero, sin ningún otro derecho a la preeminencia que el de haber sido los primeros habitantes...". En años posteriores esta queja sería exactamente la de los Uitlanders en Johannesburgo. Para apaciguar a los bóeres de Zoutpansberg la asamblea recién nacida en Potchefstroom designó a Stephanus Schoeman, el comandante general del distrito de Zoutpansberg, y comandante general del país entero. Esta oferta fue, sin embargo, rehusada por Schoeman, y tanto Zoutpansberg como Lydenburg rechazaron indignadamente la nueva asamblea y su constitución. El consejo ejecutivo, que había sido designado por la asamblea de Potchefstroom, con Pretorius como presidente, tomó ahora una actitud más audaz: depusieron a Schoeman de toda autoridad, declararon a Zoutpansberg en un estado de bloqueo, y denunciaron a los bóeres de los dos distritos del norte como rebeldes.

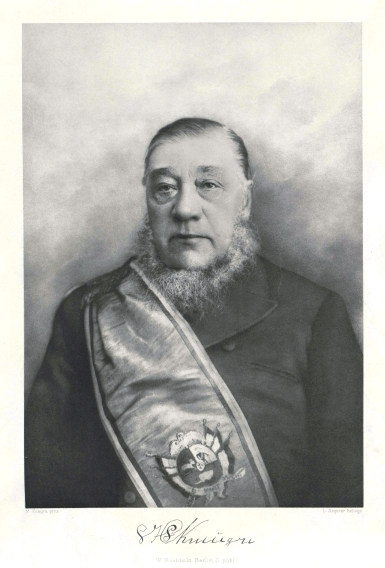
Paul Kruger

Para reforzar su posición, Pretorius y su partido se esforzaron sin éxito en lograr una unión con el Estado Libre de Orange. Cuando las propuestas pacíficas fallaron, Pretorius y Paul Kruger se colocaron a la cabeza de un comando que cruzó el Vaal con el objeto de forzar la unión, pero el Estado Libre los obligó a la retirada. Dentro del Transvaal la opinión en favor de la unión ganó la fuerza no obstante estos acontecimientos, y hacia 1860 Zoutpansberg y Lydenburg se habían incorporado a la república. Pretoria, recién fundada, y llamada así en honor al Pretorius mayor, fue hecha asiento del gobierno y la capital del país. Los esfuerzos eclesiásticos por la unidad no fueron igualmente acertados. La Iglesia Reformada Separatista de los Países Bajos había enviado un joven expositor de sus doctrinas llamado Postma, quién, en noviembre de 1858, se convirtió en ministro de Rustenburg. En el año siguiente una asamblea de iglesia general se esforzó por unir todos los fieles en un gobierno común, pero el consistorio de Postma rechazó estas propuestas, y desde aquella fecha la Iglesia Separatista (o Dopper) ha tenido una existencia independiente. Paul Kruger, que vivió cerca de Rustenburg, se hizo un fuerte adherente de la nueva iglesia.
Pretorius, mientras era todavía el presidente del Transvaal, había sido elegido, por los esfuerzos de sus partidarios, presidente del Estado Libre de Orange. Acto seguido (en febrero de 1860) obtuvo permiso para estar ausente por seis meses y recaló en Bloemfontein, con la esperanza de lograr pacíficamente una unión entre las dos repúblicas. Apenas había dejado el Transvaal cuando el viejo partido de Lydenburg, encabezado por Cornelis Potgieter, protestó diciendo que la unión sería mucho más beneficiosa para el Estado Libre que para la gente de Lydenburg, y siguió con el argumento de que era ilegal ser el presidente de la República de Sudáfrica y del Estado Libre al mismo tiempo. Al final de los seis meses Pretorius, después de una reunión tempestuosa del Volksraad, por lo visto disgustado por la situación entera, dimitió a la presidencia del Transvaal. Se le solicitó a J. H. Grobelaar, quien había sido designado presidente durante la ausencia temporal de Pretorius, que permaneciera en el cargo. Los seguidores inmediatos de Pretorius ahora se pusieron sumamente enfurecidos por la acción del partido Lydenburg, y un mitin popular se reunió en Potchefstroom (octubre de 1860), donde se resolvió que: (a) el Volksraad ya no gozaba de su confianza; (b) que Pretorius deberían permanecer como el presidente de la República sudafricana, y tener permiso para estar ausente un año para lograr la unión con el Estado Libre; (c) que Schoeman debería actuar como presidente durante la ausencia de Pretorius; (d) que antes de la vuelta de Pretorius para reanudar sus deberes un nuevo Volksraad debía ser elegido.
En 1865 un tesoro público vacío requirió medidas drásticas, y el Volksraad determinó la emisión de papel moneda, el que en un tiempo muy corto sufrió una baja considerable. En ese mismo año los agricultores del distrito Zoutpansberg fueron conducidos a formarse en círculo de carretas por una rebelión de nativos que fueron incapaces de reprimir. Schoemansdal, un pueblo al pie de Zoutpansberg, era el establecimiento más importante del distrito, y el puesto entonces más avanzado en la ocupación europea en Sudáfrica. Estaba justo dentro de la zona tropical, y fue situado en una comarca bien regada y hermosa. Fue usado como una base por cazadores y comerciantes con el interior, y en sus cercanías se juntaron varios pobladores de origen europeo, muchos de ellos parias de la Colonia del Cabo o Europa. Ganaron reputación de ser los habitantes blancos más ilegales en toda Sudáfrica. Cuando fue requerida ayuda, en 1865-1866 presionados por una de las tribus bantú de la montaña conocidas como Baramapulana, los habitantes sureños de Transvaal objetaron que los habitantes blancos de aquella región eran demasiado ilegales e imprudentes para merecer su ayuda. En 1867 Schoemansdal y una parte considerable del distrito fueron abandonados por consejo del comandante general Paul Kruger, y Schoemansdal finalmente fue quemado y reducido a cenizas por un grupo de nativos. No fue hasta 1869 que la paz fue recuperada, y los pobladores dejaron a las tribus de montaña en práctica independencia. Mientras tanto el crédito público y las finanzas del Transvaal fueron de mal a peor. El papel moneda ya emitido había sido constituido de curso legal para cancelar todas las deudas, pero en 1868 su poder de la compra era sólo el 30 % comparado con el del oro, y hacia 1870 había caído tan bajo como el 25 % de su valor. Los funcionarios, a quien pagaban con estos billetes depreciados, sufrieron considerables angustias. Los ingresos para 1869 fueron establecidos en 31 511 libras esterlinas y el gasto en 30 836 libras.
El descubrimiento de oro en Tati condujo al presidente Pretorius en abril de 1868 a emitir una proclama ampliando sus territorios en el Oeste y el norte para abarcar el campo aurífero y Bechuanalandia. La misma proclama amplió el territorio Transvaal en el este para incluir parte de la bahía Delagoa. La extensión al Este reclamada por Pretorius era la consecuencia de esfuerzos hechos poco antes, a iniciativa de un escocés, de desarrollar el comercio a lo largo de los ríos que conducen a la Bahía Delagoa. Era también un deseo de los bóeres de Transvaal el obtener un puerto, deseo que los había conducido ya en 1860 a tratar con los zulús para obtener la posesión de la bahía de Santa Lucía; fallando, sin embargo en el intento. La proclama de Pretorius fue seguida de protestas por parte del alto comisionado británico Philip Wodehouse, así como por parte del cónsul general para Portugal en Sudáfrica. El límite en el este fue establecido por un tratado con Portugal en 1869, en el que los bóeres abandonaron su pretensión sobre la bahía Delagoa; el límite en el oeste fue acordado en 1871.

### Último período

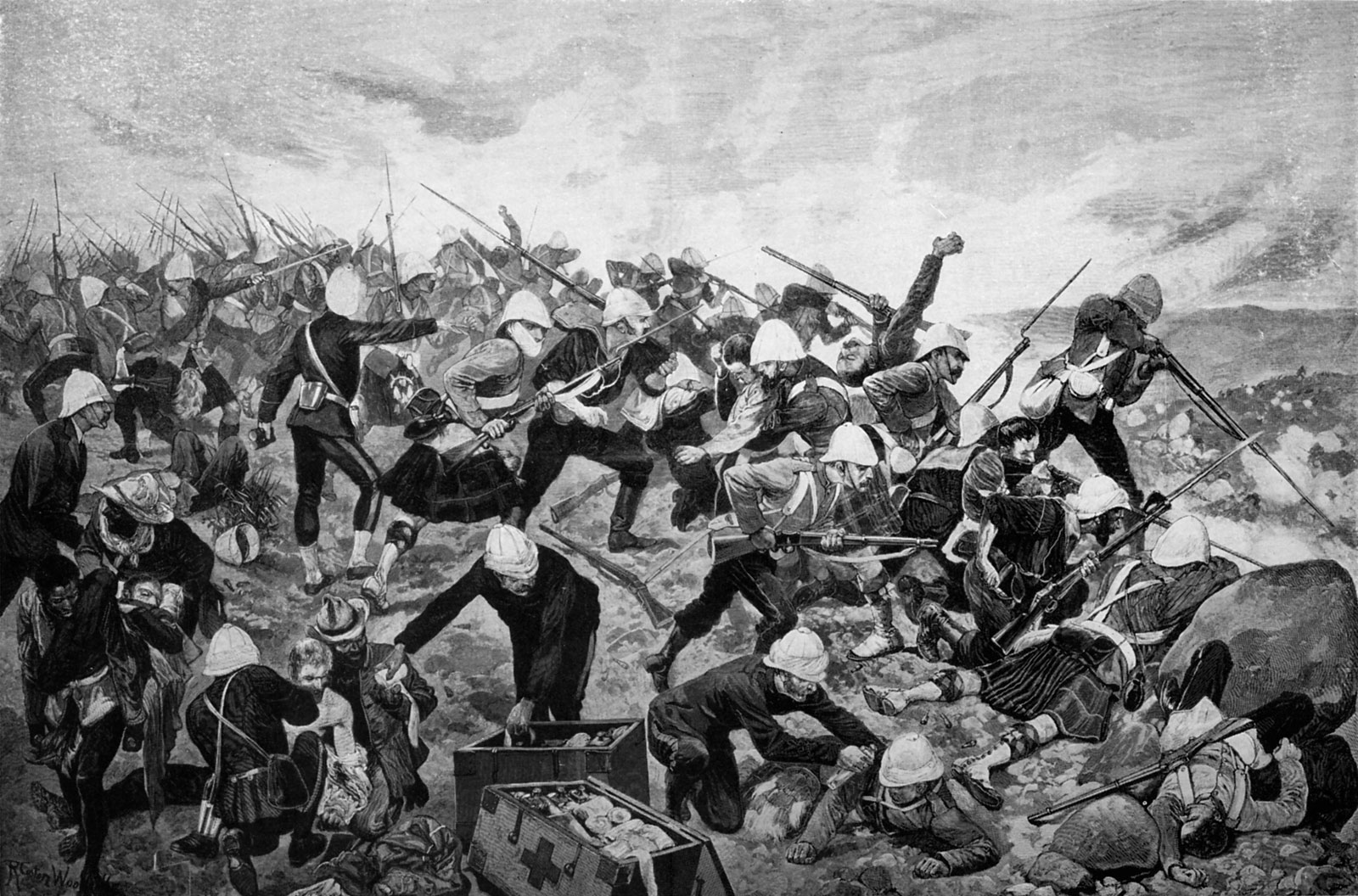
Batalla de la colina Majuba, 1881.

En 1877, antes de la fiebre del oro de Witwatersrand de 1886, Gran Bretaña anexó el Transvaal. Los bóeres lo vieron como un acto de agresión y protestaron. El 16 de diciembre de 1880 fue proclamada otra vez la independencia de la república, conduciendo a la primera guerra bóer. La Convención de Pretoria de 1881 otorgó a los bóeres el autogobierno en el Transvaal, bajo vigilancia británica, la república fue restaurada con plena independencia en 1884 con la Convención de Londres, pero no por mucho tiempo. La fiebre del oro también trajo una oleada de pobladores europeos no bóeres (llamados uitlanders —forasteros— por los bóeres), conduciendo a la desestabilización de la república.
En 1895, el primer ministro del Cabo Cecil Rhodes planeó apoyar un golpe de Estado uitlander contra el gobierno del Transvaal. Leander Starr Jameson realizó este plan, sin la autorización británica, en diciembre de aquel año —en la desdichada Incursión de Jameson—. Después de la fracasada incursión, hubo rumores de que Alemania ofreció su protección a la república bóer, lo que alarmó a los británicos. En 1899 fuerzas británicas fueron apostadas en las fronteras de las Repúblicas Bóer de Transvaal y el Estado Libre de Orange haciendo temer una inminente anexión británica, por lo que los bóeres lanzaron un golpe preventivo contra las colonias británicas cercanas en 1899, golpe que se transformó en la Segunda Guerra Anglo-Bóer.
La Segunda Guerra Anglo-Bóer es un humillante y divisorio evento para el ejército británico en particular y para el Imperio británico en su totalidad. Fue aquí donde los británicos utilizaron por primera vez campos de concentración en una guerra.
Para mayo de 1902, a fin de evitar un mayor derramamiento de sangre las últimas tropas bóer se rindieron, acongojados por la muerte de 26 000 principalmente mujeres y niños que murieron en los mal gestionados campos de concentración británicos. La república bóer independiente dejó de existir en el Transvaal y la región se convirtió en parte del Imperio británico. En 1910 el Transvaal se convirtió en una provincia de la recién creada Unión Sudafricana, un dominio británico.

## Presidentes
Los presidentes de la República de Sudáfrica fueron:
| Período   | Presidente                                 | Observaciones                    |
| --------- | ------------------------------------------ | -------------------------------- |
| 1857-1863 | Marthinus Wessel Pretorius                 | 1.er. Presidente de la República |
| 1863-1864 | Willem Cornelis Janse van Rensburg         | 2.º. Presidente de la República  |
| 1864-1871 | Marthinus Wessel Pretorius                 | 3.er. Presidente de la República |
| 1871-1877 | Thomas François Burgers                    | 4.º. Presidente de la República  |
| 1877-1881 | Bajo el Imperio británico                  | Bajo el Imperio británico        |
| 1881-1883 | Pretorius, Kruger y Petrus Jacobus Joubert | Triunvirato                      |
| 1883-1902 | Stephanus Johannes Paulus Kruger           | 5.º. Presidente de la República  |